# Chamaecyparis obtusa
Espèce
Synonymes
- Chamaecyparis acuta Beissn.[2]
- Chamaecyparis breviramea Maxim.[2]
- Chamaecyparis keteleri Standish ex Parl.[2]
- Chamaecyparis lycopodioides (Gordon) Sénécl.[2]
- Chamaecyparis obtusa f. alba-spica (R.Sm.) Beissn.[2]
- Chamaecyparis obtusa (Beissn.) Rehder[3]
- Chamaecyparis obtusa (Carrière) Beissn.[3]
- Chamaecyparis obtusa (Gordon) Beissn.[3]
- Chamaecyparis obtusa (Gordon) Rehder[3]
- Chamaecyparis obtusa (Rehder) Rehder[3]
- Chamaecyparis obtusa (Sander) Rehder[3]
- Chamaecyparis obtusa Rehder[3]
- Chamaecyparis pendula Maxim.[2]
- Chamaecyparis tsatsumi (Slavin) Slavin[2]
- Chamaepeuce obtusa (Siebold & Zucc.) Zucc. ex Gordon[2]
- Cupressus acuta Lavallée[2]
- Cupressus breviramea (Maxim.) F.Muell.[2]
- Cupressus obtusa (Siebold & Zucc.) F.Muell.[2]
- Cupressus pendens F.Muell.[2]
- Juniperus sanderi Mast.[2]
- Retinispora filicoides (Hartw. & Rümpler) Veitch ex Gordon[2]
- Retinispora lycopodioides Gordon[2]
- Retinispora monstrosa Carrière[2]
- Retinispora obtusa Siebold & Zucc.[2]
- Retinispora sanderi (Mast.) Sander[2]
- Retinispora tetragona R.Sm.[2]
- Shishindenia ericoides (Boehm. ex Beissn.) Makino ex Koidz.[2]
- Thuja obtusa (Siebold & Zucc.) Mast.[2]

Statut de conservation UICN

 NT  : Quasi menacé
Chamaecyparis obtusa, le cyprès du Japon ou hinoki faux-cyprès est une espèce d’arbres conifères de la famille des Cupressaceae et du genre Chamaecyparis.
Au Japon Chamaecyparis obtusa fait partie des cinq espèces d'arbres protégés nommés les Kiso Goshinboku ou cinq arbres sacrés de Kiso.

## Galerie

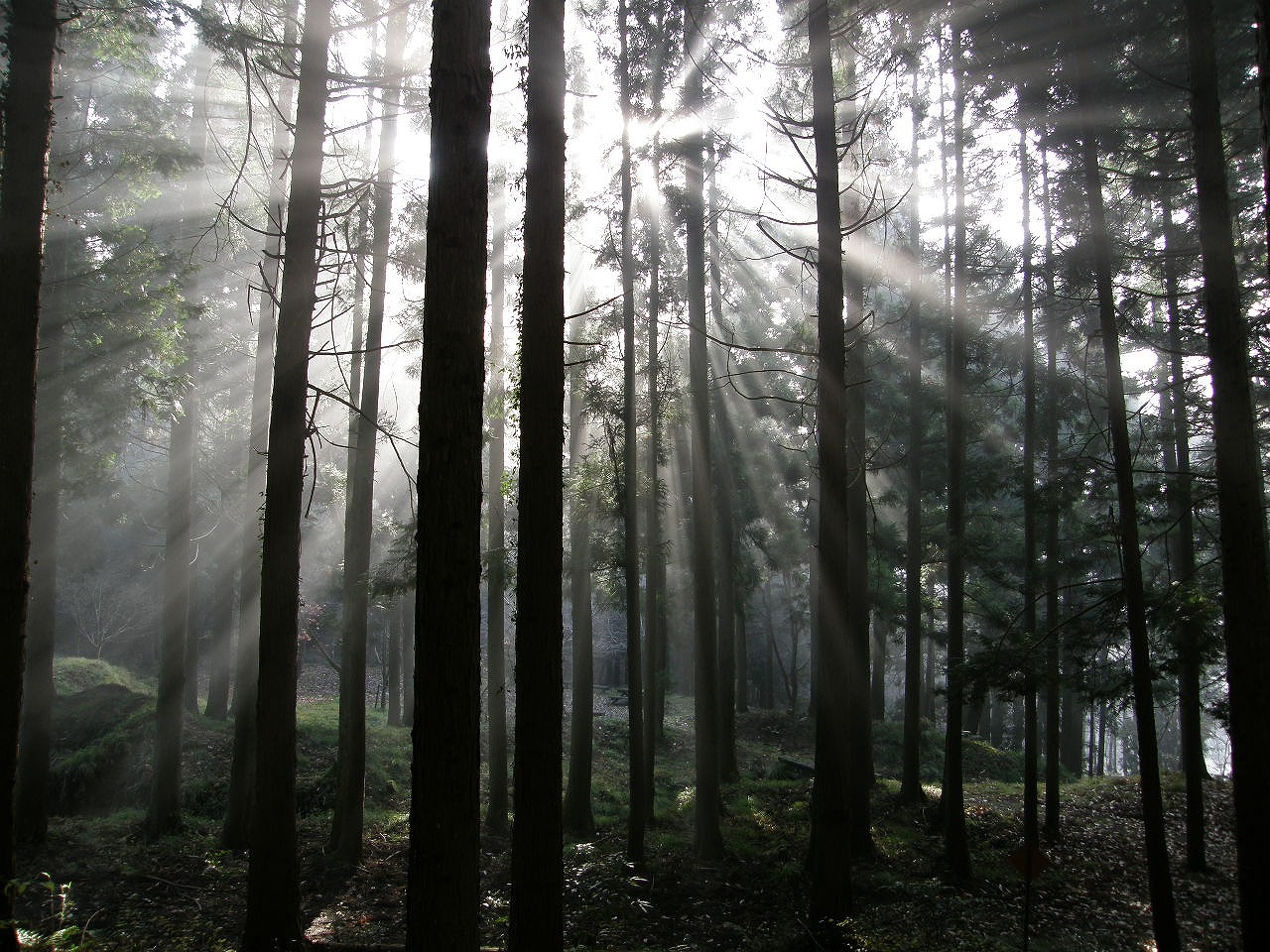
Forêt de cyprès du Japon
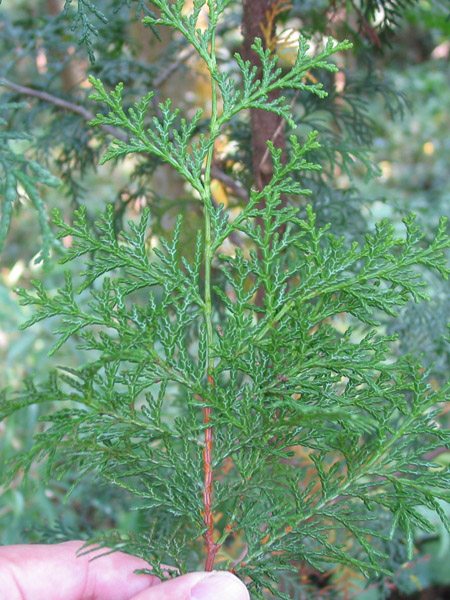
Branche de cyprès du Japon
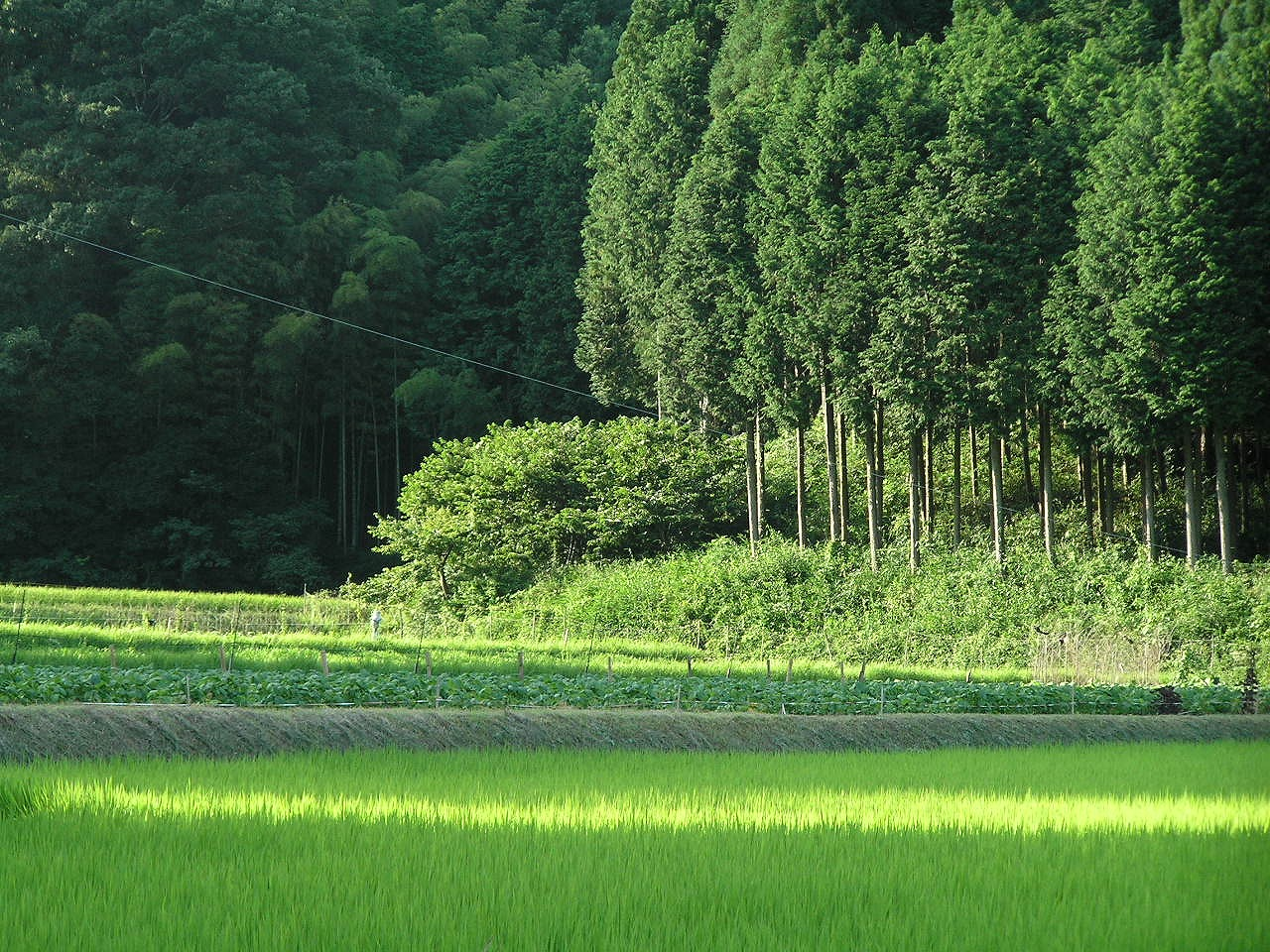
Forêt de cyprès au Japon

## Liste des variétés et sous-espèces
Selon BioLib (15 novembre 2018) :
- cultivar Chamaecyparis obtusa 'Nana Gracilis'

Selon Tropicos (15 novembre 2018) (Attention liste brute contenant possiblement des synonymes) :
- Chamaecyparis obtusa subsp. formosana (Hayata) H.L. Li
- Chamaecyparis obtusa var. breviramea (Maxim.) Mast.
- Chamaecyparis obtusa var. ericoides Boehm.
- Chamaecyparis obtusa var. fastigiato-ovata Uyeki
- Chamaecyparis obtusa var. filicoides Hartwig & Rümpler
- Chamaecyparis obtusa var. formosana (Hayata) Hayata (1910)
- Chamaecyparis obtusa var. langissimopendula Makino
- Chamaecyparis obtusa var. obtusa
- Chamaecyparis obtusa var. pendula (Maxim.) Mast.
- Chamaecyparis obtusa var. plumosa Carrière
- Chamaecyparis obtusa var. similofacifera Makino
- Chamaecyparis obtusa var. tsatsumi Slavin